# Hollandssjön, Halland
Hollandssjön är en våtmark eller mossesjö i Laholms kommun i Halland och ingår i Genevadsåns huvudavrinningsområde.